# Astereognozja
Astereognozja (ang. astereognosis) – zaburzenie polegające na niemożności rozpoznania przedmiotów za pomocą dotyku, mimo braku zaburzeń czucia. Jest formą agnozji czuciowej.
Termin "astereognozja" bywa używany zamiennie z terminem "agnozja dotykowa". Niektórzy proponują jednak, aby termin "agnozja dotykowa" zarezerwować dla niewielkich zaburzeń, w których nie występują istotne deficyty somatosensoryczne, natomiast terminem "astereognozja" określać deficyty somatosensoryczne "niższego rzędu", to znaczy spowodowane uszkodzeniami kory mózgowej, rdzenia kręgowego albo nerwów obwodowych.
Chory posiada czucie i potrafi opisać wrażenia czuciowe, formę trzymanego w ręce przedmiotu, ale nie jest w stanie scalić wrażeń i zidentyfikować go, jeśli go nie widzi. Choroba może dotyczyć tylko jednej ręki – oznacza to, że uszkodzenie powstało przeciwnej półkuli mózgowej (odpowiednio lewa ręka – prawa półkula).
Jest spowodowane uszkodzeniem pierwszych trzech pól Brodmanna znajdujących się w korowym ośrodku czucia i pierwszorzędowej korze czuciowej.
Stanowi jedną z manifestacji wielu chorób centralnego układu nerwowego.